# Vítor Pereira (cầu thủ bóng đá, sinh 1985)
Vítor Manuel Ferreira Pereira (sinh ngày 8 tháng 1 năm 1985 ở Chaves) là một cầu thủ bóng đá người Bồ Đào Nha thi đấu cho SC Mirandela ở vị trí trung vệ.
Pereira dành hầu hết sự nghiệp thi đấu ở các hạng dưới, như giải hạng hai cho S.C. Freamunde (11 trận ở mùa giải 2007–08) G.D. Chaves (2 trận ở mùa giải 2009–10, đội bóng xuống hạng).